# Witali Wassiljewitsch Iwanow
Witali Wassiljewitsch Iwanow (russisch Виталий Васильевич Иванов; * 22. Oktober 1998 in Wyborg) ist ein russischer Nordischer Kombinierer.

## Werdegang
Iwanow gab sein internationales Debüt im Rahmen des Europäischen Olympischen Winter-Jugendfestivals 2015 in Tschagguns, belegte dabei jedoch sowohl im Einzel als auch mit dem Team nur die hinteren Ränge. Rund ein Jahr später nahm er an den Olympischen Jugend-Winterspielen 2016 in Lillehammer teil, bei denen er den zwölften Platz im Wettkampf nach der Gundersen-Methode erreichte. Gemeinsam mit Sofja Dmitrijewna Tichonowa, Maxim Sergejew, Maija Jakunina und Igor Fedotow gewann er die Goldmedaille im Mixed Team (sowohl Geschlecht als auch Disziplin). Zwischen 2016 und 2018 nahm Iwanow an drei Nordischen Junioren-Skiweltmeisterschaften teil. Sein bestes Einzelresultat erzielte er dabei 2017 in Park City über zehn Kilometer.
Nachdem er bereits Anfang Januar 2016 erfolglos im Continental Cup der Nordischen Kombination debütierte, erreichte er zum Saisonabschluss 2016/17 im heimischen Nischni Tagil erstmals die Punkteränge. Am 2. Februar 2017 startete Iwanow beim Teamwettkampf im Weltcup. Bis zu seinem ersten Start in der Einzelkonkurrenz dauerte es noch weitere zwei Jahre, ehe er in Klingenthal debütierte. Bei den Nordischen Skiweltmeisterschaften 2019 in Seefeld war Iwanow Teil der russischen Delegation. Während er beim Gundersen-Wettkampf von der Großschanze den 37. Platz belegte, erreichte er von der Normalschanze und über zehn Kilometer nur den 48. Rang. Gemeinsam mit Ernest Jachin, Wjatscheslaw Barkow und Alexander Paschajew belegte er beim Teamwettkampf den elften Rang.
Im Sommer 2019 startete Iwanow bei allen Wettbewerben des Grand Prix. Bei der erstmaligen Austragung eines Mixed-Team-Wettkampfes wurde er zusammen mit Ernest Jachin, Stefanija Nadymowa und Anastassija Gontscharowa Dritter. Darüber hinaus erreichte er als Siebter im Massenstart in Klingenthal sein bis dato bestes Ergebnis auf diesem Niveau. Mit dieser Leistung im Rücken gewann er Ende September die russischen Sommer-Meisterschaften in Tschaikowski. Allerdings zog er sich im Rahmen der Meisterschaften einen Kreuzbandriss zu, weshalb er im Winter 2019/20 nicht zum Einsatz kam. Bei den russischen Sommermeisterschaften 2020 in Krasnaja Poljana bei Sotschi gewann Iwanow im Gundersen Einzel von der Großschanze den Meistertitel. Wenige Tage später gewann er zudem an gleicher Stelle Silber bei den russischen Skisprungmeisterschaften von der Großschanze. Nachdem im Januar 2021 alte Verletzungen wieder aufbrachen, verpasste er auch die Saison 2020/21.

## Statistik

### Grand-Prix-Platzierungen
| Saison | Platz | Punkte |
| ------ | ----- | ------ |
| 2019   | 20.   | 80     |

### Continental-Cup-Platzierungen
| Saison  | Platz | Punkte |
| ------- | ----- | ------ |
| 2016/17 | 91.   | 08     |
| 2017/18 | 56.   | 58     |
| 2018/19 | 43.   | 84     |